# Sebastián Merchán
Sebastián Merchán Maldonado (ur. 2 grudnia 1987 roku w Cuenca) – ekwadorski kierowca wyścigowy.

## Kariera
Merchán rozpoczął karierę w międzynarodowych wyścigach samochodowych w 2005 roku od startu w wyścigu 6 Hours of Bogota, którego jednak nie ukończył. W późniejszych latach Ekwadorczyk pojawiał się także w stawce Panam GP Series, Włoskiej Formuły Renault, Włoskiej Formuły 3000, Euroseries 3000, V de V Michelin Endurance Series oraz V de V Challenge Endurance.